# Live! (Bob Marley & The Wailers)
Live! is een livealbum van Bob Marley & The Wailers, opgenomen op 18 juli 1975 in de Lyceum Ballroom (tegenwoordig bekend als het Lyceum Theatre), een theater in het West End in Londen. Dit is een van Marleys bekendste optredens. 
Het optreden volgde op een serie concerten in de VS in het kader van de Natty Dread Tour, de eerste grote tournee voor Marley in dat land. Omdat zijn muziek in Groot-Brittannië erg populair was onder Jamaicaanse immigranten werd besloten om een aantal Britse concerten aan deze tournee vast te plakken. Bob Marley en zijn Wailers stonden op 17 en 18 juli twee avonden in The Lyceum. De geluidsopnamen van 18 juli werden voor het Live!-album gebruikt. Tevens werden die avond beeldopnamen gemaakt, die later vaak zijn gebruikt in promotievideo's en dergelijke. Na deze twee shows gaf Bob nog twee concerten in Birmingham en Manchester.
Het album werd eind 1975 uitgebracht door Island Records in Groot-Brittannië. In Nederland duurde het tot het najaar van 1976 voordat de plaat in de toenmalige LP Top 50 kwam, mede dankzij het eerste Nederlandse concert dat Bob in die periode had gegeven.

## Nummers
Alle nummers zijn geschreven door Bob Marley, behalve waar aangegeven.

| Nr. | Titel                                                          | Duur |
| --- | -------------------------------------------------------------- | ---- |
| 1.  | Trenchtown Rock                                                | 4:23 |
| 2.  | Burnin' and Lootin'                                            | 5:11 |
| 3.  | Them Belly Full (But We Hungry) (Lecon Cogill/Carlton Barrett) | 4:36 |
| 4.  | Lively Up Yourself                                             | 4:33 |
| 5.  | No Woman, No Cry (Vincent Ford)                                | 7:07 |
| 6.  | I Shot the Sheriff                                             | 5:18 |
| 7.  | Get Up, Stand Up (Marley/Peter Tosh)                           | 6:32 |

| Nr. | Titel        | Duur |
| --- | ------------ | ---- |
| 8.  | Kinky Reggae | 7:35 |

## Muzikanten
- Bob Marley - leadzang, slaggitaar
- Carlton Barrett - drums
- Aston Barrett - basgitaar
- Tyrone Downie - keyboards
- Al Anderson - leadgitaar
- Alvin Patterson - percussie
- I Threes - achtergrondzang

## Hitnoteringen
| Live! in de Nederlandse Album Top 100 - binnen: 30-10-1976 | Live! in de Nederlandse Album Top 100 - binnen: 30-10-1976 | Live! in de Nederlandse Album Top 100 - binnen: 30-10-1976 | Live! in de Nederlandse Album Top 100 - binnen: 30-10-1976 | Live! in de Nederlandse Album Top 100 - binnen: 30-10-1976 | Live! in de Nederlandse Album Top 100 - binnen: 30-10-1976 | Live! in de Nederlandse Album Top 100 - binnen: 30-10-1976 | Live! in de Nederlandse Album Top 100 - binnen: 30-10-1976 | Live! in de Nederlandse Album Top 100 - binnen: 30-10-1976 | Live! in de Nederlandse Album Top 100 - binnen: 30-10-1976 | Live! in de Nederlandse Album Top 100 - binnen: 30-10-1976 | Live! in de Nederlandse Album Top 100 - binnen: 30-10-1976 | Live! in de Nederlandse Album Top 100 - binnen: 30-10-1976 |
| Week                                                       | 1                                                          | 2                                                          | 3                                                          | 4                                                          | 5                                                          | 6                                                          | 7                                                          | 8                                                          | 9                                                          | 10                                                         | 11                                                         |                                                            |
| ---------------------------------------------------------- | ---------------------------------------------------------- | ---------------------------------------------------------- | ---------------------------------------------------------- | ---------------------------------------------------------- | ---------------------------------------------------------- | ---------------------------------------------------------- | ---------------------------------------------------------- | ---------------------------------------------------------- | ---------------------------------------------------------- | ---------------------------------------------------------- | ---------------------------------------------------------- | ---------------------------------------------------------- |
| Nummer                                                     | 19                                                         | 14                                                         | 16                                                         | 18                                                         | 19                                                         | 17                                                         | 15                                                         | 16                                                         | 18                                                         | 20                                                         | 20                                                         | uit                                                        |

Bob Marley · Junior Braithwaite · Beverley Kelso · Bunny Wailer · Peter Tosh · Cherry Smith · Constantine "Vision" Walker · Earl "Chinna" Smith · Aston Barrett · Joe Higgs · Earl Lindo · Carlton Barrett · Al Anderson · Alvin Patterson · Junior Marvin · Donald Kinsey · Tyrone Downie · I Threes (Rita Marley · Marcia Griffiths · Judy Mowatt)